# Jardins de Cocagne
Pour les exploitations maraîchères françaises biologiques à vocation d'insertion sociale, voir Réseau Cocagne.
Les Jardins de Cocagne forment une coopérative maraîchère fondée en 1978 à Genève, en Suisse. Les Jardins de Cocagne constituent la première réalisation européenne d'agriculture contractuelle de proximité (ACP, en Suisse) ou Association pour le maintien d'une agriculture paysanne (AMAP, en France). 
Il n'y a pas de lien entre « Les Jardins de Cocagne » de Genève et le « Réseau Cocagne » français créé en 1991.

## Historique
La coopérative est créée en 1978 par une trentaine de personnes et un jardinier, d'abord sous forme expérimentale. La première base a été une villa avec 2 000 m2 à Cartigny. Puis un terrain a été loué et cultivé à Corsinge sur la commune de Meinier, sa mise en vente en 1985 provoque le déménagement de la coopérative à Sézegnin en 1987.
La cheville ouvrière du projet est Reto Cadotsch, un ingénieur agronome intéressé par les expériences agricoles en France, plus particulièrement par un groupe de vétérinaires qui avaient conclu des forfaits avec les paysans dont ils soignaient les vaches. Il rencontre des membres de la Confédération nationale des syndicats de travailleurs paysans et le fondateur de ce mouvement de « Paysans travailleurs », Bernard Lambert. À Genève, Reto s'allie à des personnes qui avaient déjà passé des accords avec des paysans pour obtenir des produits agricoles contre des heures de travail à la ferme, ou qui pratiquaient les achats collectifs directs.
En 1991, Cocagne devient membre de l'association des groupements de producteurs biologiques suisses (label Bourgeon).
Depuis 1994, les Jardins de Cocagne sont aussi présents sur deux marchés genevois.
Le terrain principal se trouve à Sézegnin avec l’entrepôt et les serres de culture (commune d’Avusy). D'autres parcelles se sont progressivement ajoutées à Cartigny, Eaumorte (Avully) et Landecy (1,5 hectare en 2005).
Reto Cadotsch témoigne en 2018 : 

« Ce n'est pas seulement une idée, c'est une conviction politique. (…) On a perdu 50% des insectes, on a perdu 30% des oiseaux à la campagne, il y a plein de signes alarmants : notre manière de produire l’alimentation va dans un mur. (…) Il faut trouver de nouvelles formes et en témoigner dans la société. (…) On a envie d’arriver à quelque chose ensemble et on se mobilise pour cette cause, c'est ça qu’on partage. »

Cocagne participe à la création en 2022, avec d'autres groupes (Cultures Locales, Semences de Pays, les Artichauts), d’un réseau de formation pour apprentis en culture maraîchère bio. Cette formation permet d’obtenir une Attestation fédérale de formation professionnelle (AFP) ou un Certificat fédéral de capacité (CFC).

## Description

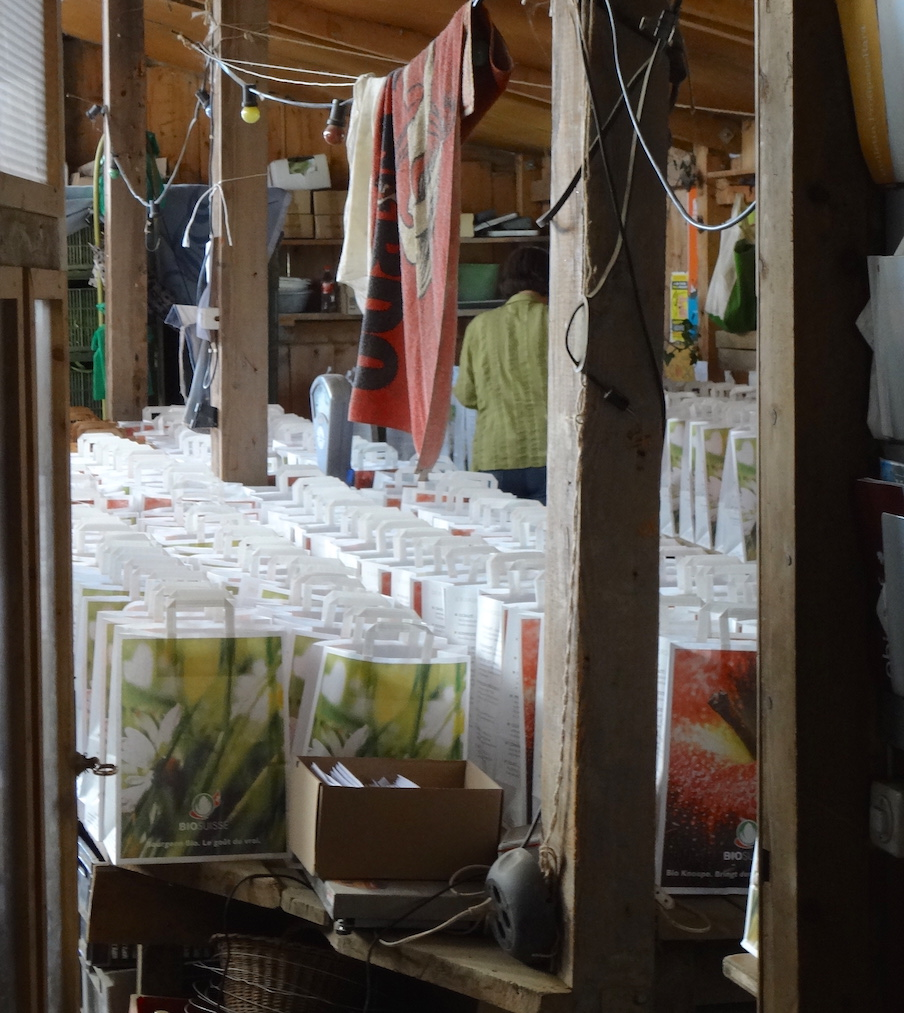
Préparation des 400 « cornets » pour la livraison hebdomadaire.

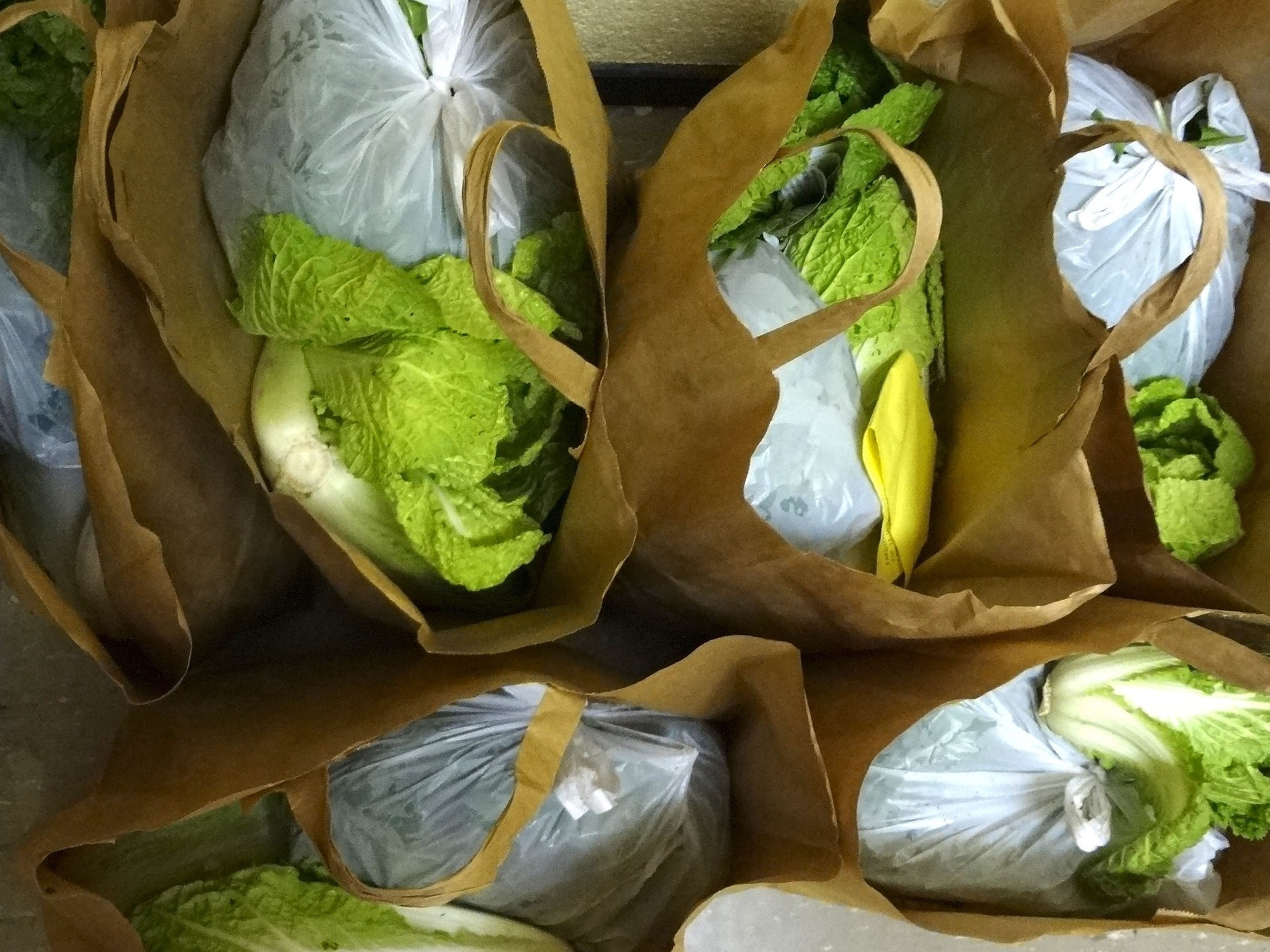
Livraison hebdomadaire dans un quartier de Genève (novembre 2014).

Stand au marché de Plainpalais.

Les Jardins de Cocagne réunissent en 2014 un peu plus de 400 ménages consommateurs de légumes. Sur plusieurs surfaces de quelques hectares situées dans le canton de Genève, une équipe de jardiniers et jardinières maraîchers cultivent des légumes biologiques pendant toute l’année. Une fois par semaine, l’ensemble de la récolte est mise en cornets puis livrée à une quarantaine de points de distribution. Cette taille de 400 ménages est considérée comme optimale, les Jardins de Cocagne soutiennent la création d'autres coopératives poursuivant les mêmes buts.
Les coopérateurs participent aux travaux des champs ou de livraison pendant 3 ou 4 demi-journées par an. Les jardiniers et jardinières sont salariés de la coopérative, qui leur garantit des conditions décentes de travail et de salaire.
Le capital de la coopérative (machines et installation) est constitué de parts sociales acquises par les membres de la coopérative. Il est demandé à chaque membre d’acheter quelques parts sociales. Les frais de production sont couverts par les cotisations pour les parts légumes. Le prix annuel moyen des parts varie en fonction du revenu. 
Les Jardins de Cocagne offrent également la possibilité d'acheter d'autres produits alimentaires, sur commande, ainsi qu'un stand sur les marchés de Plainpalais et de Rive (Cité-centre).
Le mode de fonctionnement a pour but de valoriser une relation directe entre jardiniers-producteurs et ménages-consommateurs. Ceux-ci acceptent de partager les aléas de la production et savent d'où viennent leurs légumes et comment ils sont produits. Les jardiniers  tiennent compte des désirs et des besoins culinaires des coopérateurs. Toute la production est valorisée, les pertes dues à la non-commercialisation des légumes sont réduites au minimum.

## Respect du vivant
Dans une circulaires rédigées par les jardiniers et jardinières à l’automne 2021, le respect de la terre, des plantes et animaux est présenté comme une « démarche d’autonomie, de démocratie alimentaire, indispensable, urgente et intimement liée à l’idée même des Jardins de Cocagne ».  Sont mentionnés dans cette perspective : le travail du sol (compostage, démarche phytosanitaire douce, préparations maisons), la production et la sélection des semences (propres plantons, recherche de nouvelles et anciennes variétés, matériaux recyclables), et les rencontres (Alternatiba, Festiterroir, Via Campesina).

## Souveraineté alimentaire
Les contacts avec des organisations qui défendent les mêmes principes, comme Uniterre (syndicat paysan) et Via Campesina (syndicat paysan international) ont amené Les Jardins de Cocagne à réfléchir au concept de souveraineté alimentaire et de droit à une agriculture de proximité,.
Un autre aspect mis en avant par la coopérative est l’indépendance vis-à-vis des grands semenciers (sont nommés Syngenta, Monsanto, Bayer, Limagrain, DuPont de Nemours) et des semences hybrides F1. Plus des trois quarts des légumes « bios » sur le marché seraient produits à partir de telles semences hybrides. En 2016, les jardiniers affirment que la coopérative produit une partie de ses semences et contrôle l’origine des semences achetées, de telle manière que la grande majorité des produits de la coopérative sont issus de semences « à pollinisation ouverte » (reproductibles), sauf une variété de navet et une autre de tomate qui n’ont pas encore été remplacées.

## La solidarité Nord et Sud

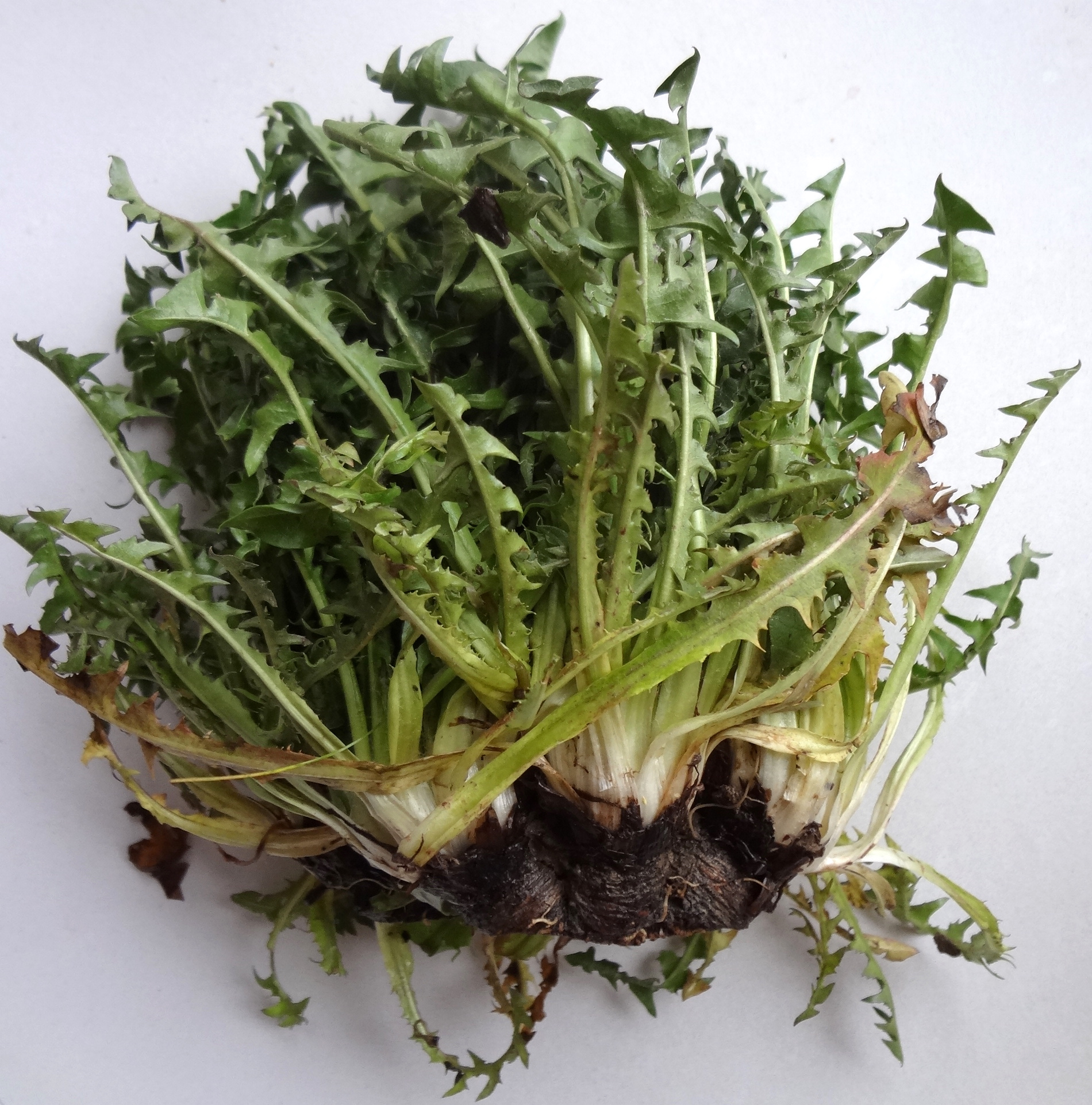
Dent-de-lion livrée en mars 2015, époque de la « soudure ».

La coopérative a créé en 1985 une association « Cocagne Solidarité Nord et Sud ». Des contacts entre des migrants africains à Paris et Reto Cadotsch sont à l’origine de ce projet. 

### Volet Sud
La coopérative verse 1 % de la valeur de sa production afin de promouvoir des projets de développement en Afrique de l'Ouest, au Mali, au Sénégal et en Mauritanie. L'association est membre de la Fédération genevoise de coopération (FGC), ce qui lui donne accès à des fonds des collectivités publiques genevoises et de la Direction du développement et de la coopération (DDC). De 1984 à 2016, plus de 60 projets d’organisations paysannes fondées par d’anciens migrants ont été soutenus. En 2014, l'association gère une dizaine de projets.
Cinq associations du bassin du fleuve Sénégal ont été soutenues par Cocagne depuis 1998 environ. Elles informent, sensibilisent et traitent les personnes vivant avec le VIH (sida).

### Volet Nord
Le volet Nord a commencé à se développer en 2001, il concerne essentiellement les visites et les stages, deux projets soutenus par le Canton et la Ville de Genève, ainsi que par d'autres institutions.
Des visites du jardin sont proposées au grand public (dès 7 ans) et en particulier aux classes scolaires visant à sensibiliser les enfants à des questions liées à la nature, la nourriture et l'agriculture.
Cocagne est aussi un espace d'insertion professionnelle qui offre une collaboration et des possibilités de stage à des jeunes ou moins jeunes qui cherchent à renouer avec une activité professionnelle ou qui souhaitent démarrer une formation dans l'agriculture.

## Fédération romande

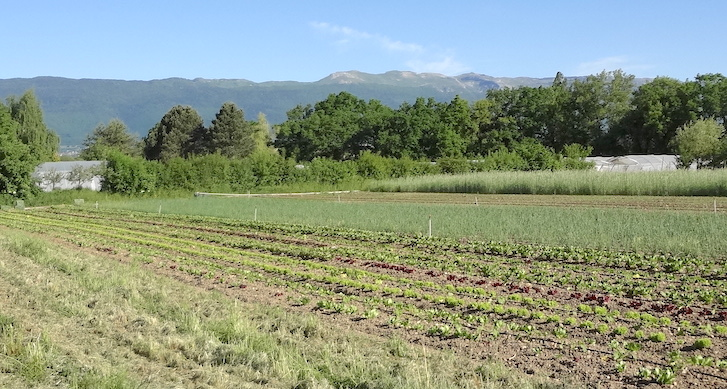
Terrains de Sézegnin, avec au fond le Jura

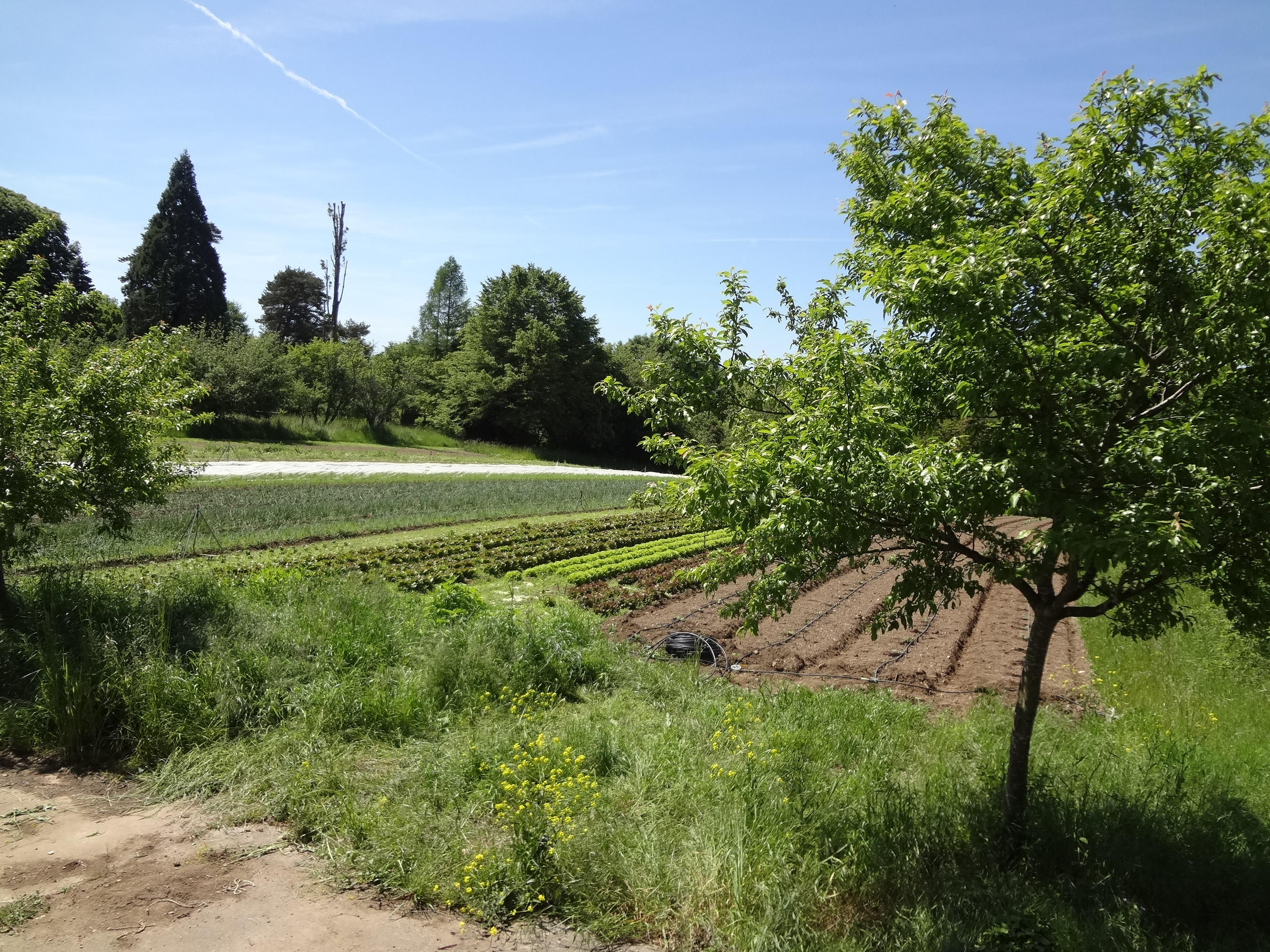
Terrain de Cartigny

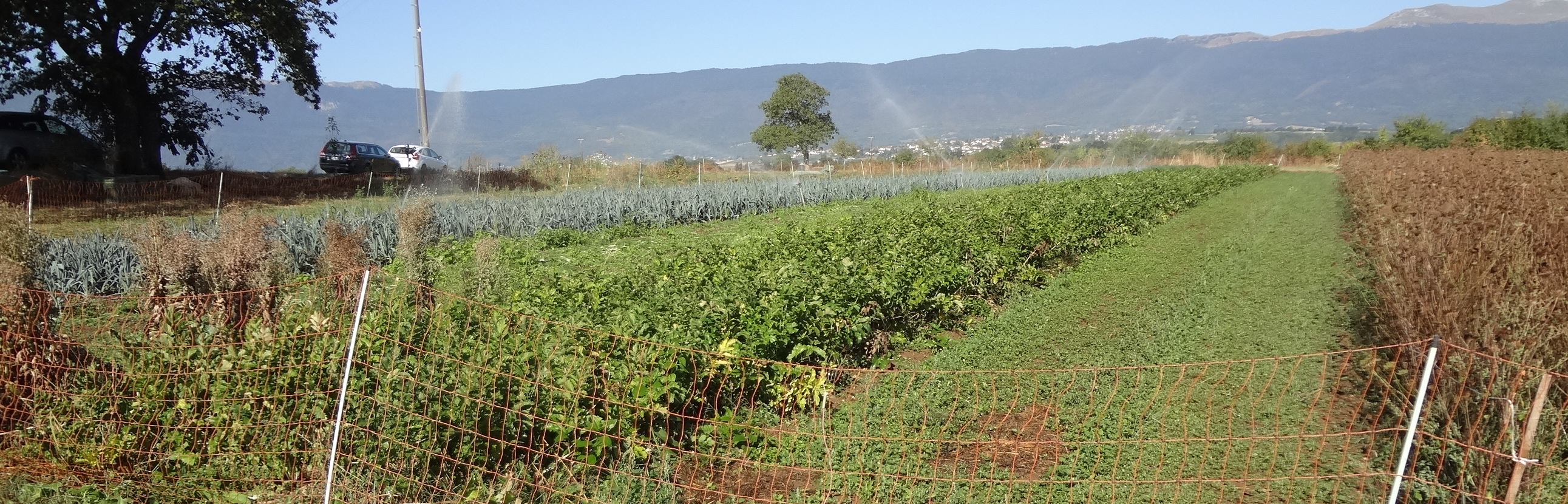
Terrain d’Eaumorte (Avully)

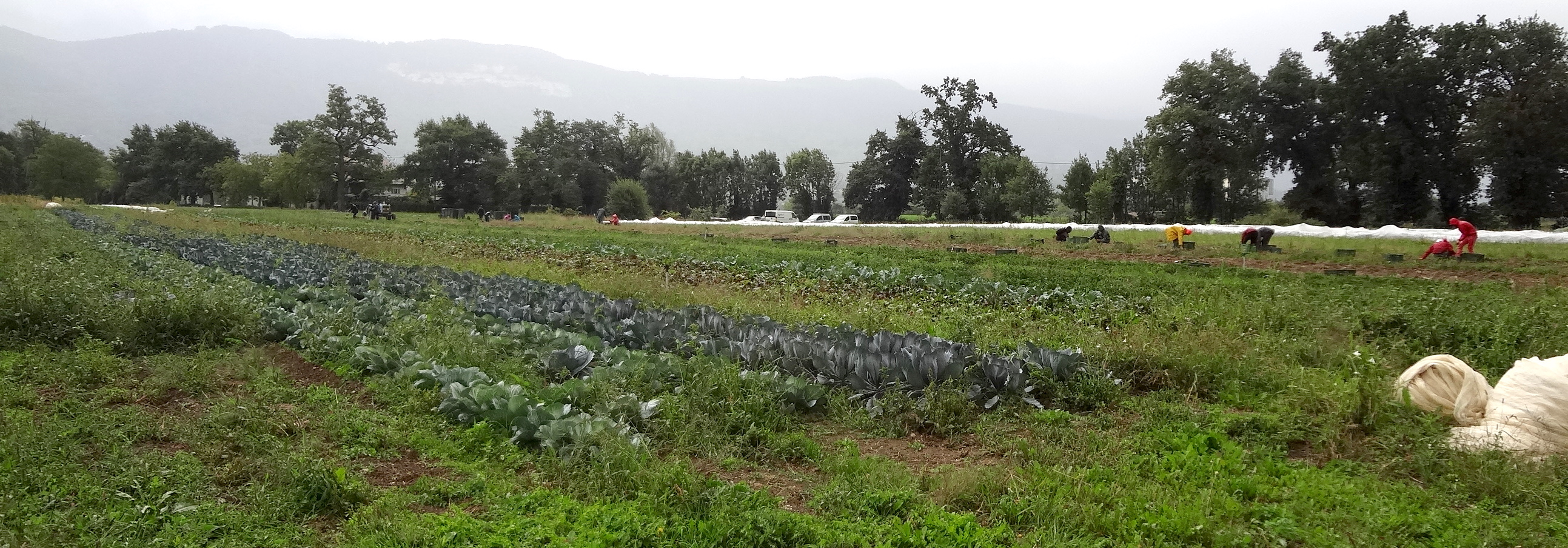
Terrain de Landecy, avec au fond le Salève

À la suite du développement d'initiatives analogues dans le domaine de l'agriculture de proximité, les Jardins de Cocagne participent à la création d'une « Fédération romande d'agriculture contractuelle de proximité » (FRACP) en 2008. Elle comprend une vingtaine d'adhérents : fermes privées, associatives, coopératives, ou encore institutionnelles. La fédération obtient l'agroPrix 2009.

## Labellisation
La coopérative « Jardins de Cocagne » est membre de l'association des groupements de producteurs biologiques suisses, elle affiche donc le label Bourgeon et doit respecter le Cahier des charges de Bio Suisse.
Cocagne va cependant parfois plus loin que le cahier des charges « Bourgeon», par exemple en renonçant totalement à l’utilisation de films plastique noirs sur les cultures.

## Filmographie
- Les Jardins de Cocagne : regards sur 40 ans, Sabine Bally (réalisation) et David Huwyler (image et son), septembre 2018, 17 minutes 30. Avec les témoignages de Reto Cadotsch, Maryelle Budry, Claude Mudry, Raymond de Morawitz et Marguerite Lambert Dayer. [voir en ligne]

- Au cœur de la proximité, Nicole Petitpierre (réalisation), Mélanie Pitteloup (image et son interviews), Franck Guillemenot (post production), Laurent Jespersen (illustration sonore) , Yannick Dumartineix (mixage), durée 40 minutes. Sur l’agriculture contractuelle de proximité. Diffusé par les Jardins de Cocagne.

## Archives

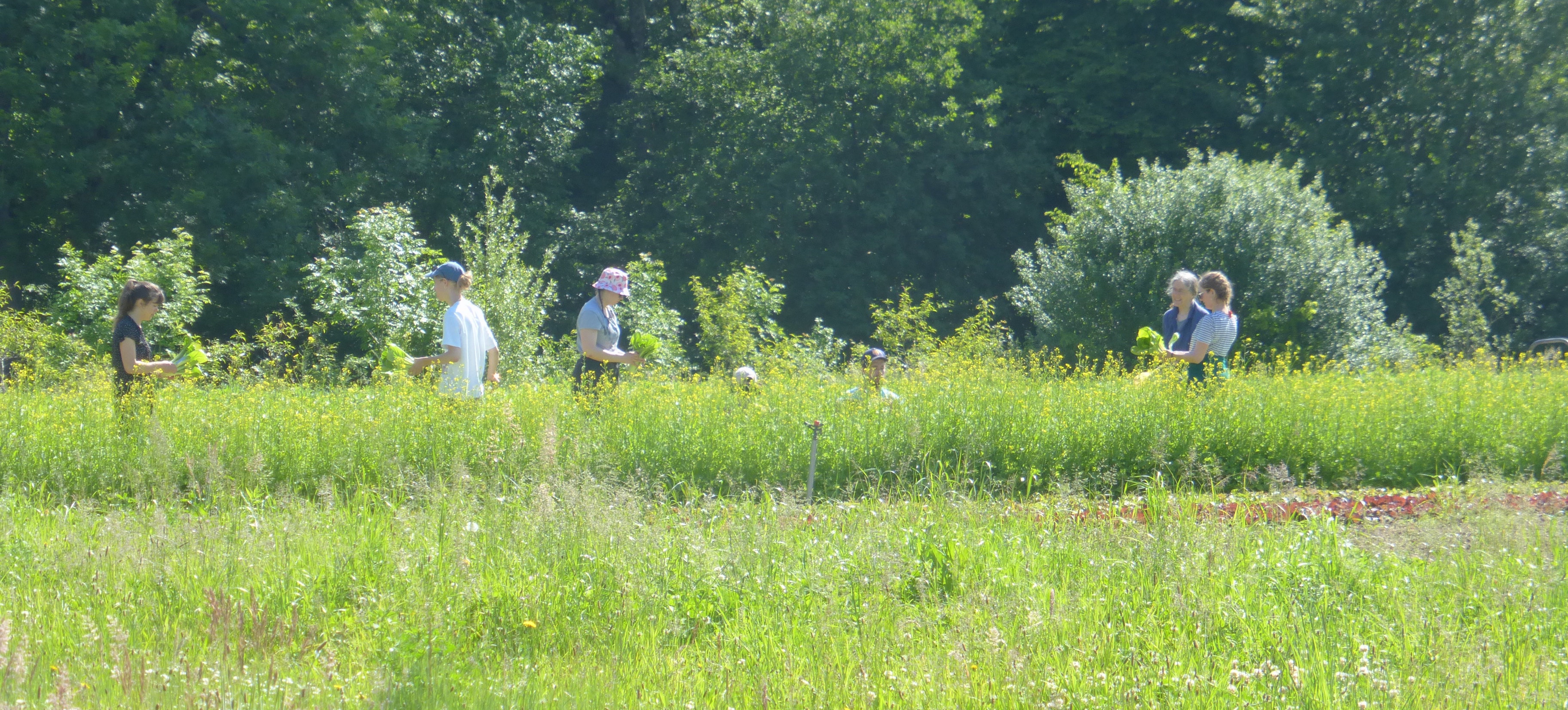
Cueillette des choux pakchoï, Eaumorte, mai 2025.

Fonds : Jardins de Cocagne (1978-2007) [quatre boîtes].  Cote : CH-002049-8 043_JDC. Genève : Association Archives contestataires (présentation en ligne).